# Pérez Peak
Pérez Peak är en bergstopp i Antarktis. Den ligger i Västantarktis. Argentina, Chile och Storbritannien gör anspråk på området. Toppen på Pérez Peak är 315 meter över havet, eller 58 meter över den omgivande terrängen. Bredden vid basen är 0,69 km.
Terrängen runt Pérez Peak är huvudsakligen kuperad, men åt nordväst är den platt. Havet är nära Pérez Peak västerut. Trakten är obefolkad. Det finns inga samhällen i närheten.